# Zur Schmerzhaften Muttergottes (Kreuzrath)

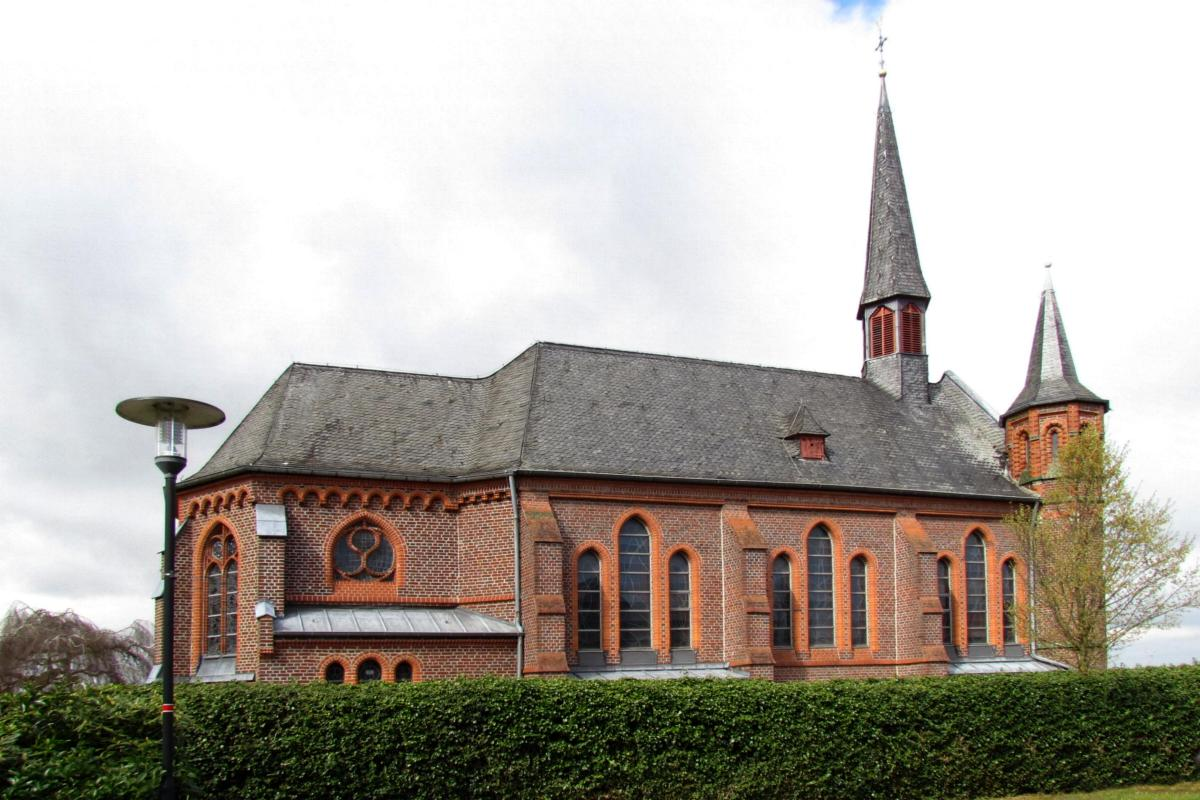
Zur Schmerzhaften Muttergottes in Kreuzrath

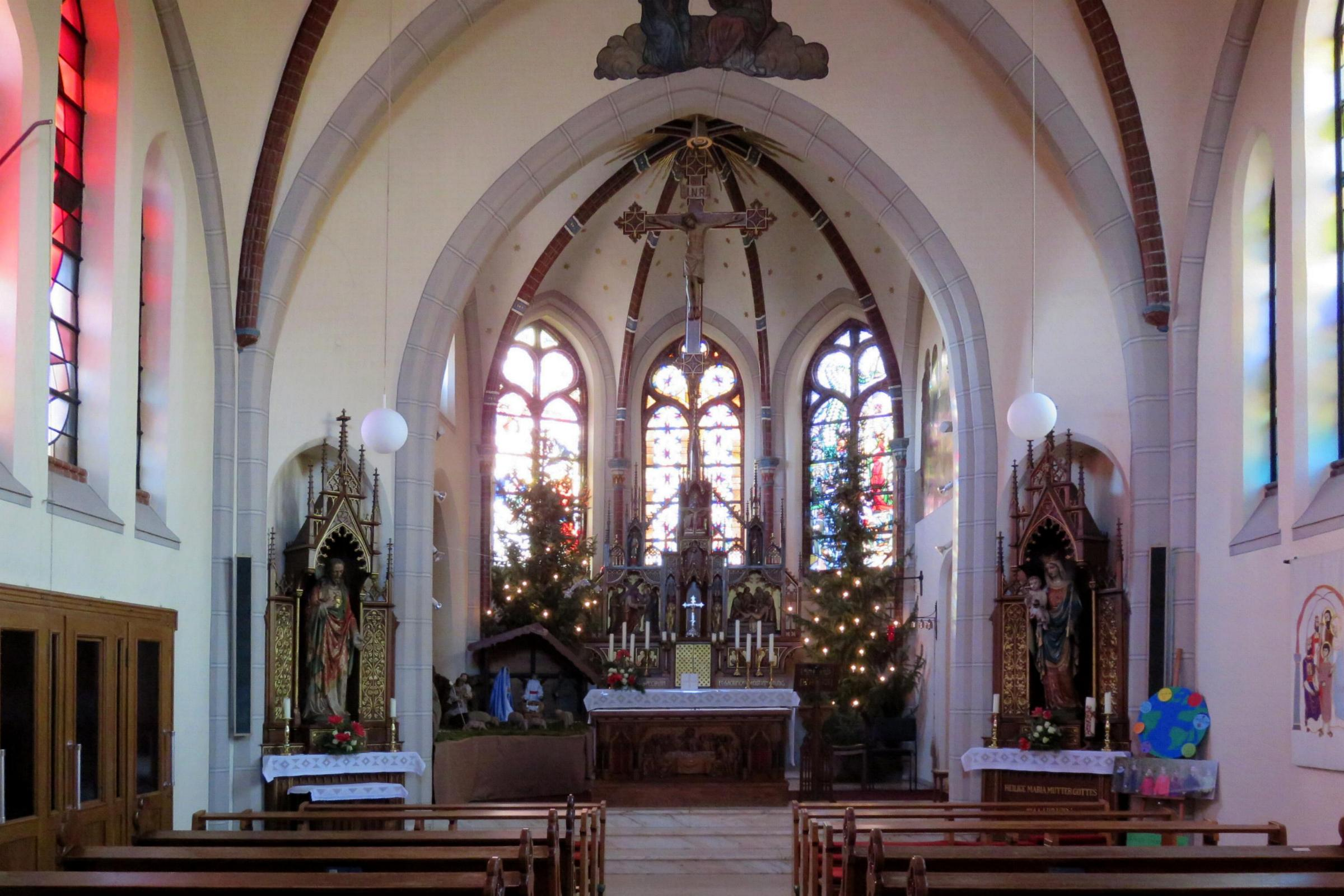
Innenraum

Zur Schmerzhaften Muttergottes ist eine römisch-katholische Filialkirche in Kreuzrath, einem Ortsteil von Gangelt im Kreis Heinsberg in Nordrhein-Westfalen. 
Sie ist unter Nummer 39 in die Liste der Baudenkmäler in Gangelt eingetragen, steht unter dem Patronat der Schmerzensmutter Maria und wurde zwischen 1910 und 1912 erbaut.
Die Kirche und der Ort Kreuzrath gehören zur Pfarre St. Nikolaus Gangelt.

## Geschichte
In der zweiten Hälfte des 19. Jahrhunderts bot der aus Kreuzrath stammende Priester Johann Leonhard Nybelen der Pfarre Gangelt eine großzügige Spende zum Bau einer Kirche an. In den 1900er Jahren wurde das Projekt aufgenommen und 1909 reichte der Pfarrer von Gangelt erfolgreich Pläne zur Genehmigung zum Bau einer Kirche in Kreuzrath ein. Am 5. Mai 1910, dem Feiertag Christi Himmelfahrt, erfolgte die Grundsteinlegung und am 28. Mai 1912 die feierliche Benediktion unter der Leitung des Pfarrers von Gangelt. Daran anschließend wurde die erste Heilige Messe in der neuen Kirche gelesen. Die eigentliche Kirchweihe und die Weihe der Altäre fand erst einige Jahre später am 2. Oktober 1919 durch den Kölner Weihbischof Peter Joseph Lausberg statt.

## Baubeschreibung
Zur Schmerzhaften Muttergottes ist eine einschiffige Saalkirche aus Backsteinen in Formen der Neugotik mit einem dreijochigen Kirchenschiff, Dachreiter über dem Westgiebel und eingezogenem, fünfseitig geschlossenem Chor.

## Ausstattung
Der Innenraum wurde 1925 durch den Aachener Maler J. Klapheck ausgemalt. Davon erhalten geblieben ist teilweise die Ausmalung im Chor. Aus der Bauzeit erhalten sind die Bänke, der Hochaltar sowie die beiden Seitenaltäre. Diese Ausstattungsstücke wurden nach Entwürfen des Architekten von dem Waldfeuchter Bildhauer Wolks angefertigt. Die Buntglasfenster im Chor schufen die Werkstätten Glasmalerei Derix und Glasmalerei Dr. H. Oidtmann.